# Хилдепранд
Вижте пояснителната страница за други личности с името Хилдепранд.
Хилдепранд (Hildeprand; Utprand; † 744) е крал на лангобардите през 744 г.

## Произход и управление
Той е племенник или внук на крал Лиутпранд. Лиутпранд му дава командването на армията, която завоюва византийска Равена, която скоро през 732 г. пада в ръцете на Венеция. Хилдепранд е пленен, но скоро откупен. След това се възползва от заболяване на чичо си, крал Лиутпранд, и взема трона. Кралят оздравява скоро и прави през 736 г. Хилдепранд съ-крал.
През януари 744 г. Лиутпранд умира, след което Хилдепранд става наследник на трона. Скоро след това херцогът на Фриули Ратчис въстава, завзема Павия и премахва Хилдепранд през есента (септември/октомври) на 744 г. По-късно Ратчис убива съперника си.